# 星座愛情水瓶女
《星座愛情水瓶女》（英語：Aquarius），2015年臺灣偶像劇。本劇為《星座愛情系列》第四部曲。由夏于喬、張棟樑、樓庭岑、路斯明領銜主演。

本劇於2015年8月18日殺青，民視於2015年8月30日起每週日晚上10點首播，民視於2015年11月8日播出最終回，全劇共11集。接檔《星座愛情雙魚女》。

## 簡介
好朋友不等於好情人。喜歡自由，不按照傳統規則去過日子的水瓶女，結婚不是唯一的選項，愛情充滿著無限可能，而且面對感情，常常友情與愛情分不清楚，
因此，一些女朋友是「水瓶女」的男人，經常會有「我們之間，是愛情嗎？」的疑惑……
「水瓶女」柯有容（夏于喬飾）在網路商城擔任商品開發，充滿正義感俠義心腸，一旦認定你是朋友，就會對你掏心挖肺，赴湯蹈火。
大學時期默默喜歡上萬弘志（張棟樑飾）但當時的小萬愛的是伊雪（樓庭岑飾），有容選擇成全兩位好友，自此把小萬當成一輩子的好友、永遠的哥兒們，只有偶爾內心會有些疑惑和感慨。
但小萬早在多年的相處之下，悄悄地愛上有容，而有容卻早已在彼此之間，畫了一條「好朋友」的界線，讓小萬不知該如何突破這條界線來向有容告白……

## 播出時間

### 首播
| 頻道                                | 所在地 | 播映日期      | 播出時間                     |
| ----------------------------------- | ------ | ------------- | ---------------------------- |
| Yahoo娛樂                           | 臺灣   |               | 推薦播出                     |
| 民視無線台                          | 臺灣   | 2015年8月30日 | 每週日 22:00-23:30           |
| WINHD戲劇台                         | 臺灣   | 2015年8月30日 | 每週日 22:00-23:30           |
| 民視四季台                          | 臺灣   | 2015年8月30日 | 每週日 22:00-23:30           |
| Litv線上影視 （页面存档备份，存于） | 臺灣   | 2015年月日    | 即將同步熱播上架，敬請期待！ |
| 龍華偶像台                          | 臺灣   | 2015年9月6日  | 每週日 20:30-21:55           |

### 重播
| 頻道        | 所在地 | 播映日期      | 播出時間           |
| ----------- | ------ | ------------- | ------------------ |
| 民視無線台  | 臺灣   | 2015年9月10日 | 每週四 22:30-24:00 |
| WINHD戲劇台 | 臺灣   | 2015年9月6日  | 每週日 10:00-11:30 |
| 龍華偶像台  | 臺灣   | 2015年9月12日 | 每週六 06:30-08:00 |
| 龍華偶像台  | 臺灣   | 2015年9月12日 | 每週六 14:30-16:00 |

## 演員列表

### 主要演員
| 演員   | 角色              | 介紹 | 登場集數 |
| 夏于喬 | 柯有容 （有容姐） | 行銷企劃部主任，負責網路商城的商品開發，充滿正義感、俠義心腸的水瓶女，一旦認定你是朋友，就會對你掏心挖肺赴湯蹈火，對於感情反應遲鈍，也經常弄不清自己的感覺，因此會分不清『友情』與『愛情』。有超乎尋常的承受力，把自己想的太堅強，因此不願讓對方難過，只有為難自己。大學時期曾經喜歡過小萬，但當時的小萬愛的是伊雪，有容選擇成全兩位好友，自此當小萬是一輩子的好友、永遠的鐵哥兒們，只有偶爾內心會有些疑惑感慨；對弱勢有無法抵抗的包容與照顧，長期關懷流浪動物，當她見到被家暴的伊雪，也忍不住同情。 | 全劇     |
| 張棟樑 | 萬弘治 （小萬）   | 專業攝影師，協助網路商城的產品拍攝。曾喜歡過伊雪，當伊雪兵變時他非常痛苦，有容陪著他度過低潮，也因此在相處中發現，自己愛上有容，但有容卻早已將彼此的界線劃的清清楚楚；大學時期的風雲人物，有他在的地方就有少女關注；和有容默契十足，對有容的在乎日益加深，卻不知該如何突破告白。 | 全劇     |
| 路斯明 | 傅柏峰            | 傅家二少爺，標準風流富二代，身邊永遠不缺美女與美食，人生以享樂為目的，但柏峰的內心其實是為了維持家庭和樂、父慈子孝的表面，因為自己和柏松是同父異母的兄弟，不願母親為了自己爭取計較，也不願父親為了兄弟公平而操煩，更同情柏松失去母親獨自生活，因此選擇「沒有競爭力的生活」，覺得這樣對大家都好。沒交往過有容這種類型的女孩，幾次陰錯陽差相遇後，對有容產生獨特的興趣，愛鬧有容，稱呼有容『大奶妹』，因為「有容乃大」嘛，偏偏有容不欣賞他的幽默！                                                     | 全劇     |
| 樓庭岑 | 楊伊雪            | 有容小萬大學時期的好朋友，典型美女，接受小萬告白順利成章在一起，後來卻兵變，永遠以退為進的假掰女，無法缺人照顧。婚後慘遭燦文家暴，再度遇上小萬，不願放手，甚至使手段心機製造小萬與有容的誤會。大學畢業即與燦文結婚，沒有獨自謀生的能力，因此離婚後，有容幫忙引薦入網路商城上班，伊雪表面感動感謝，暗地裡卻對上有容。 | 全劇     |

### 其他演員
| 演員 | 角色 | 介紹 | 登場集數 |

### 客串演出
| 演員   | 角色       | 介紹 | 登場集數 |
| 王振復 | 王正義     | 刑警，柏峰和有容誤會鬧上警局，出面處理協調。 | 1        |
| 鐵克   | 關東煮老闆 | 有容家樓下的小關東煮攤，經常語出智慧，幫助小萬跟有容感情升溫 | 1、3     |
| 爆爆   | 阿 怪      | 小萬、有容的同事 | 1-3      |
| 林道遠 | 狗 狗      | 小萬、有容的同事 | 1-3      |
| 沈美儀 | 啾 咪      | 小萬的妹妹 | 1        |
| 陳彥廷 | 魯 納      | 柏峰好友跟班，專門為柏峰擋女人擋老媽，為柏峰處理所有家事公事，也常為柏峰不按牌理出牌的個性所傷腦筋。 | 1-2      |
| 潘映竹 | 吳佩瑜     | 愛情至上、對情感死忠的年輕女生，有容的好友同事，拜託有容去幫忙擋相親，因此讓有容再度遇上衰神柏峰。 | 1-3      |
| 管瑾宗 | 傅 爸      | 品牌內衣的董事長，憂心柏峰成天只知玩樂，無法接手家族事業。 | 1-3      |
| 孟庭麗 | 傅 媽      | 頭痛兒子柏峰整天不務正業、一天到晚上報，決心找個女人來管柏峰，積極為柏峰四處安排相親。身為後母，對柏松也有關懷，但畢竟不是親生兒子，相處上僅止於基本親情。                                                                           | 1-3      |
| 吳民凡 | 傅柏松‬     | 傅家大少爺、柏峰同父異母的哥哥。內衣品牌的執行長，專業冷靜，與柏峰感情好，一度害怕自己地位動搖，與伊雪合作。 | 1-3      |
| 夏漢君 | 金大維     | 白莉絲的男朋友，對柯有容踢爆自家公司「高級精選初榨橄欖油」有問題，感到極度不滿，一心想借由白莉絲把柯有容開除。 | 1        |
| 林利霏 | 白莉絲     | 網路商城總監，同為水瓶女，對婚姻愛情有更豁達的解釋，認為婚姻不是女人的全部。工作能力強、獨當一面，但回到家卻有都會單身女子無奈的孤寂，某天晚上盲腸炎發，翻遍聯絡資料找不到可幫忙的人，最終找上下屬有容，也要有容暫時代理自己的職務…… | 1-3      |
| 吳皓昇 | 杜燦文     | 伊雪前夫，柏峰公司法律顧問，有控制狂與家暴傾向，甚至有極端的手法對付小萬。 | 2-3      |
| 劉行格 | 蕭夢容     | 內衣品牌的行銷部經理 | 3        |
| 劉延明 | 阿 布      | |          |
| 夢 多  | 初戀男     | |          |

## 電視劇歌曲
| 曲別     | 歌名           | 演唱者                       | 作詞   | 作曲   |
| 片頭曲   | 放肆一下       | 郭靜、曾靜玟、曾沛慈、吳汶芳 | 非非   | 非非   |
| 預告襯樂 | 還有你         | 吳汶芳                       | 吳汶芳 | 吳汶芳 |
| 插曲     | 因為愛         | 韋禮安                       | 韋禮安 | 韋禮安 |
| 插曲     | 這樣算不算愛情 | 楊蒨時                       | 非非   | 非非   |
| 片尾曲   | 不讀不回       | 吳汶芳                       | 吳汶芳 | 吳汶芳 |

## 收視率

### 民視
| 日期           | 集數       | 收視率 | 收視排名 | 備註               |
| -------------- | ---------- | ------ | -------- | ------------------ |
| 2015年8月30日  | 1          | 0.70   | 2        | 每週日晚上10點首播 |
| 2015年9月6日   | 2          | －     | －       |                    |
| 2015年9月13日  | 3          | －     | －       |                    |
| 2015年9月20日  | 4          | 0.69   | 2        |                    |
| 2015年9月27日  | 5          | -      | -        |                    |
| 2015年10月4日  | 6          | －     | －       |                    |
| 2015年10月11日 | 7          | －     | －       |                    |
| 2015年10月18日 | 8          | 0.76   | 2        |                    |
| 2015年10月25日 | 9          | 0.84   | 2        |                    |
| 2015年11月1日  | 10         | －     | －       |                    |
| 2015年11月8日  | 11         | 0.6    | －       | 最終回             |
| 平均收視率     | 平均收視率 | 0.74   |          |                    |

- 同時段偶像劇：台視《他看她的第2眼》/《愛上哥們》、中視《失去你的那一天》/《必娶女人》、東森綜合台《致，第三者》
- 由AGB尼爾森調查，調查範圍是四歲以上收看電視之觀眾。

## 場景

### 台中市
- 草悟道
- 秋紅谷
- 逢甲大學
- 逢甲夜市
- 國立勤益科技大學
- 彰化大葉大學
- 璞樹文旅
- 第二分局
- 今生金飾
- 露露花坊
- 西屯郵政
- 7-11尚仁店
- 新市政大樓
- 新市政公園
- 國家歌劇院
- 文福停車場
- 健身工廠-台中精明廠
- 日光溫泉會館
- 凱悅KTV台中店
- 旭麗快速沖印館
- 惠來立體停車場
- 咖啡瑪樹台中店
- 西屯Hotel 7 逢甲
- 台中港區藝術中心
- 西屯豐邑市政都心廣場大樓
- 清水眷村文化園區
- 永昌會館辣妹吉普車
- 西屯佳儷曲線運動館
- 童綜合醫院梧棲院區
- 國立公共資訊圖書館
- 鮮瑩水果專賣店文心店
- 絕對原創惡魔狂暴雞排(創始店)

此外，臺中市政府也給予該片100萬元輔導金及拍攝支援。

### 南投縣
- 南投赤腳精靈景觀餐廳
- 南投縣怪物綜合休閒農場

### 屏東縣
- 屏東墾丁後壁湖
- 屏東縣東港大鵬灣東方渡假酒店

## 製作團隊
- 導演：隋愛朋
- 副導：吳瑋潔
- 編劇：曹晴雅、楊雅淳、劉蕊瑄
- 統籌：張中平團隊
- 統監製：郝孝祖
- 監製：陳怡婷、劉葳
- 製作人：楊鴻志、丁夢龍
- 製作公司：大川大立數位影音股份有限公司
- 協拍單位：台中市政府(新聞局、文化局)
- 冠名贊助單位：易珈生技纖Q紅豆水

## 外部連結
- 官方网站－民視
- 星座愛情水瓶女的Facebook專頁
- Yahoo!奇摩名人娛樂-電視館 （页面存档备份，存于）
- 星座愛情水瓶女 Litv線上影視[永久]
- 民視-星座愛情水瓶女YouTube

| 臺灣 民視無線台 每週日 22:00 - 23:30            | 臺灣 民視無線台 每週日 22:00 - 23:30            | 臺灣 民視無線台 每週日 22:00 - 23:30 |
| ----------------------------------------------- | ----------------------------------------------- | ------------------------------------ |
|                                                 | 星座愛情水瓶女 （2015年8月30日－2015年11月8日） |                                      |
| 星座愛情雙魚女 （2015年6月21日－2015年8月23日） | 星座愛情魔羯女 （2015年11月15日－2016年1月3日） |                                      |

| 臺灣 WINHD戲劇台 每週日 22:00 - 23:30           | 臺灣 WINHD戲劇台 每週日 22:00 - 23:30           | 臺灣 WINHD戲劇台 每週日 22:00 - 23:30 |
| ----------------------------------------------- | ----------------------------------------------- | ------------------------------------- |
|                                                 | 星座愛情水瓶女 （2015年8月30日－2015年11月8日） |                                       |
| 星座愛情雙魚女 （2015年6月21日－2015年8月23日） | 星座愛情魔羯女 （2015年11月15日－2016年1月3日） |                                       |

| 臺灣 龍華偶像台 每週日 20:30 - 21:55            | 臺灣 龍華偶像台 每週日 20:30 - 21:55             | 臺灣 龍華偶像台 每週日 20:30 - 21:55 |
| ----------------------------------------------- | ------------------------------------------------ | ------------------------------------ |
|                                                 | 星座愛情水瓶女 （2015年9月6日－2015年11月15日）  |                                      |
| 星座愛情雙魚女 （2015年6月28日－2015年8月30日） | 星座愛情魔羯女 （2015年11月22日－2016年1月10日） |                                      |